# Edvin Warholm
Aron Edvin Warholm, född 27 augusti 1872 i Amnehärads församling, Skaraborgs län, död 23 juli 1939 i Helsingborgs Maria församling, var en svensk ingenjör. Han var son till Johan Wilhelm Warholm och halvbror till Thorsten och Richard Warholm.
Warholm var elev vid olika mekanisk verkstäder 1891–1892, utexaminerades 1897 från Chalmers tekniska läroanstalts högre avdelning 1897, blev ritare 1898, vid Maschinenfabrik Froriep i Rheydt 1900, extra eldare vid Statens Järnvägars trafikavdelning 1901, lokmästare 1901, underingenjör 1902 och var ban- och maskiningenjör vid Landskrona & Helsingborgs Järnvägar (L&HJ) från 1904.